# Pengxi
Pengxi, tidigare stavat Pengki, är härad som lyder under Suinings stad på prefekturnivå i Sichuan-provinsen i sydvästra Kina.